# František Šelepa
František Šelepa (3. února 1883 Věrovany – 16. června 1943 Věznice Plötzensee) byl československý legionář, pedagog a odbojář z období druhé světové války popravený nacisty.

## Život

### Před a první světová válka
František Šelepa se narodil 3. února 1883 ve Věrovanech na Olomoucku v rodině domkáře Josefa Šelepy a jeho manželky Marie, rozené Mičkové. Vystudoval učitelský ústav. Po vypuknutí první světové války bojoval v řadách c. a k. armády na ruské frontě, kde 30. ledna 1917 padl u Jakobeny v hodnosti kadeta do zajetí. Přihlášku do Československých legií podal 28. dubna téhož roku v Kyjevě, zařazen byl 28. června 1918 v hodnosti praporčíka. Službu v legiích zakončil hodností nadporučíka v leteckém oddíle.

### Mezi světovými válkami
Po návratu do Československa František Šelepa ve službě v armádě nepokračoval. Stal se učitelem na obecné škole v Rohatci na Hodonínsku.

### Druhá světová válka
Po německé okupaci v březnu 1939 vstoupil do protinacistického odboje v řadách Obrany národa. Používal pseudonym Franta Dlouhý a stal se jedním z hlavních organizátorů ilegálních přechodů přes hranice a velitelem úseku Rohatec. Podílel se na zformování a práci několika převaděčských skupin, spolupracoval s Josefem Balabánem. Za svou činnost byl 1. března 1940 zatčen gestapem a vězněn v Uherském Hradišti, na Pankráci, Drážďanech, Gollnowě a Berlíně. Dne 20. listopadu 1942 byl lidovým soudem odsouzen k trestu smrti a 16. června 1943 popraven gilotinou v berlínské věznici Plötzensee.